# Кракс-рогань південний
Кракс-рогань південний (Pauxi unicornis) — вид куроподібних птахів родини краксових (Cracidae).

## Поширення
Ендемік Болівії. Поширений у національних парках Ісіборо Секюр, Карраско та Амборо, які розташовані в департаментах Кочабамба, Санта-Крус і Бені. Мешкає у вологих гірських лісах східного схилу Анд.

## Опис
Його довжина становить від 85 до 90 см. Він характеризується сірувато-блакитним прямим вертикальним наростом на голові. Оперення самців чорне, блискуче, з білими кінчиками хвоста. Дзьоб і ноги червоні.

## Спосіб життя
Харчується горіхами, фруктами та насінням. У його шлунково-кишковому тракті також були знайдені дрібні камені та бруд, які допомагають йому перетравлювати їжу. Сезон парування припадає на вересень. Самці співають з жовтня по січень, щоб залучити самиць або позначити свою територію. Гніздо можна знайти на дереві на висоті 5 м над землею.